# Língua gwich’in

A língua gwich’in é uma língua atabascana falada pelo povo indígena gwich’in.  Nos Territórios do Noroeste e em Yukon no Canada, é utilizada principalmente nas cidades de Inuvik, Aklavik, Fort McPherson, Old Crow, e Tsiigehtchic (antigo Arctic Red River). Há aproximadamente 430 falantes do gwich’in no Canadá do total de 1.900 pessoas que constituem o povo gwich’in. 
No Alasca, o gwich’in é falado em Beaver, Circle, Fort Yukon, Chalkyitsik, Birch Creek, Arctic Village, Eagle, e Venetie. Aproximadamente 300 do total da população gwich’in do Alasca de 1.100 falam a língua. 
O gwich’in é uma das línguas oficiais dos Territórios do Nordeste. 
A oclusiva glotal no nome gwich’in é usualmente escrita com o símbolo U+2019 RIGHT SINGLE QUOTATION MARK, apesar do caractere correto para esse uso (com o esperado glifo e propriedades tipográficas) é U+02BC APÓSTROFO MODIFICADO.

## Classificação
O gwich'in é um membro do subgrupo canadense das línguas atabascanas, pertencente à família lingüística na-dene.  Essa língua compartilha o subgrupo han-kutchin com a língua hän.

### Dialetos
O gwich'in possui vários dialetos, os quais incluem o gwich'in do Forte Yukon, o Arctic Village gwich'in, o gwich'in do oeste canadense (takudh, tukudh, loucheux), e Arctic Red River.

## Fonologia

### Consoantes
As consoantes do gwich'in na ortografia padrão são listadas abaixo (com a notação do IPA notation in brackets):
|               |                  | Labial | Interdental | Alveolar  | Alveolar    | Retroflexa | Palatal   | Velar   | Velar    | Glotal |
| Central       | Lateral          | Labial | Interdental | Plana     | Labializada | Retroflexa | Palatal   |         |          | Glotal |
| ------------- | ---------------- | ------ | ----------- | --------- | ----------- | ---------- | --------- | ------- | -------- | ------ |
| Nasal         | Expressa         | m /m/  |             | n /n/     |             |            |           |         |          |        |
| Nasal         | Muda             |        |             | nh /n̥/    |             |            |           |         |          |        |
| Plosiva       | Expressa         | b /b/  |             | d /d/     |             | dr /ɖ/     |           | g /g/   | gw /gʷ/  |        |
| Plosiva       | Muda             |        |             | t /t/     |             | tr /ʈ/     |           | k /k/   | kw /kʷ/  | ’ /ʔ/  |
| Plosiva       | Ejetiva          |        |             | t’ /t’/   |             | tr’ /ʈ’/   |           | k’ /k’/ |          |        |
| Plosiva       | Lançamento nasal |        |             | nd /dⁿ/   |             |            |           |         |          |        |
| Africada      | Expressa         |        | ddh /dð/    | dz /dz/   | dl /dɮ/     |            | dj /dʒ/   |         |          |        |
| Africada      | Muda             |        | tth /tθ/    | ts /ts/   | tl /tɬ/     |            | ch /tʃ/   |         |          |        |
| Africada      | Ejetiva          |        | tth’ /tθ’/  | ts’ /ts’/ | tl’ /tɬ’/   |            | ch’ /tʃ’/ |         |          |        |
| Africada      | Lançamento nasal |        |             |           |             |            | nj /dʒɲ/  |         |          |        |
| Fricativa     | Expressa         | v /v/  | dh /ð/      | z /z/     |             | zhr /ʐ/    | zh /ʒ/    | gh /ɣ/  | ghw /ɣʷ/ |        |
| Fricativa     | Muda             |        | th /θ/      | s /s/     | ł /ɬ/       | shr /ʂ/    | sh /ʃ/    | kh /x/  |          | h /h/  |
| Aproxi- mante | Expressa         |        |             |           | l /l/       | r /ɻ/      | y /j/     |         | w /w/    |        |
| Aproxi- mante | Muda             |        |             |           |             | rh /ɻ̥/     |           |         |          |        |

### Vogais
- curta
  - a [a]
  - e [e]
  - i [i]
  - o [o]
  - u [u]

- longa
  - aa [aː]
  - ee [eː]
  - ii [iː]
  - oo [oː]
  - uu [uː]

- vogais nasais são marcadas com um acento ogonek, e.x., ą
- tom baixo é opcionalmente marcado com um acento grave, e.x., à
- tom alto nunca é marcado

## Leitura
- Firth, William G., et al. Gwìndòo Nành' Kak Geenjit Gwich'in Ginjik = More Gwich'in Words About the Land. Inuvik, N.W.T.: Gwich'in Renewable Resource Board, 2001.
- Gwich'in Renewable Resource Board. Nành' kak geenjit gwich'in ginjik = Gwich'in words about the land. Inuvik, NT, Canada: Gwich'in Renewable Resource Board, 1997.
- McDonald. A Grammar of the Tukudh Language. Yellowknife, N.W.T.: Curriculum Division, Dept. of Education, Government of the Northwest Territories, 1972.
- Montgomery, Jane. Gwich'in Language Lessons Old Crow Dialect. Whitehorse: Yukon Native Language Centre, 1994.
- Northwest Territories. Gwich'in Legal Terminology. [Yellowknife, N.W.T.]: Dept. of Justice, Govt. of the Northwest Territories, 1993.
- Norwegian-Sawyer, Terry. Gwich'in Language Lessons Gwichyàh Gwich'in Dialect (Tsiigèhchik--Arctic Red River). Whitehorse: Yukon Native Language Centre, 1994.
- Peter, Katherine, and Mary L. Pope. Dinjii Zhuu Gwandak = Gwich'in Stories. [Anchorage]: Alaska State-Operated Schools, Bilingual Programs, 1974.
- Peter, Katherine. A book of Gwich'in Athabaskan poems. College, Alaska: Alaska Native Language Center, Center for Northern Educational Research, University of Alaska, 1974.
- Yukon Native Language Centre. Gwich'in listening exercises Teetl'it Gwich'in dialect. Whitehorse: Yukon Native Language Centre, Yukon College, 2003. ISBN 1552421678